# Craig Garside
Pour les articles homonymes, voir Garside.
 (décembre 2011).
Craig Garside (né à Chester en Angleterre le 11 janvier 1985) est un footballeur gallois évoluant au poste de milieu de terrain dans le club de Bangor City.
Il est champion du pays de Galles 2010-2011.

## Carrière européenne
Craig Garside fait ses débuts en coupe de l'UEFA le 19 juillet 2007 à l'occasion du match Rhyl-Haka Valkeakoski (3-1).

## Carrière internationale
Garside a été membre de l'équipe du pays de Galles des moins de 17 ans. Il a notamment pris part, le 19 mars 2001, à la rencontre Écosse-Pays de Galles (0-0) en tour de qualification du Championnat d'Europe des moins de 17 ans. Il a aussi été membre de l'équipe des moins de 15 ans, 16 ans et 19 ans, dont il a été tour à tour capitaine.

## Palmarès
Bangor City
- Championnat
  - Vainqueur : 2011.
- Coupe du pays de Galles
  - Vainqueur : 2010.